# Friedrich Melchior von Grimm
Friedrich Melchior von Grimm, född 25 september 1723 i Regensburg, död 19 december 1807 i Gotha, var en friherre, diplomat och fransk författare av tyskt ursprung.
von Grimm studerade i Leipzig under Johann Christoph Gottscheds ledning, flyttade 1748 till Paris, där han snart blev föreläsare hos prinsen av Sachsen-Gotha och sekreterare hos greve August Heinrich von Friesen. Han gjorde bekantskap med Denis Diderot, Rousseau, Claude Adrien Helvétius, Baron d'Holbach, Jean le Rond d'Alembert och Voltaire, uppträdde själv som fransk författare och väckte uppseende med broschyren Le petit prophète de Boemischbroda (1753), där han försvarade den italienska musikens överlägsenhet över den franska. 1755 blev han sekreterare hos hertigen Louis Philippe d'Orléans och 1759-63 var Grimm staden Frankfurts ombud i Paris.
Grimm var en man med mångsidiga intressen, stora kunskaper och kritiskt skarpsinne. "Han är den verklige föregångaren", säger hans biograf, Scherer, "till kritiken sådan den uppfattas i våra dagar". Hans berömdhet vilar huvudsakligen på hans Correspondance littéraire (börjad av abbé Guillaume Thomas François Raynal), som Grimm i huvudsak skötte redan 1753 och själv övertog 1754. Den första och femtonde varje månad sände han handskrivna underrättelser om litteratur, konst, politik, moder och skandaler till flera hov (bland annat de i Sankt Petersburg och Stockholm) och flera enskilda personer. Denna korrespondens, ämnad bara för ett fåtal högtstående personer, gav en omfattande och livlig inblick i franska samhällslivet. Den erbjöd ungefär allt, vad en välordnad följetong innehåller i en större tidning från idag, men på grund av dess strängt privata karaktär kunde Grimm uttrycka sig med stor frihet.
Grimm missbrukade aldrig sin ställning till lågt förtal eller illvilliga omdömen. Som regel är hans kritik sann och träffande, alltid frimodig och obesvärad, stundom väl sträng och för skeptisk. Redan tidigt uttryckte han en oro för en annalkande revolution och dess följder i Frankrike. Fransmännen gav honom det erkännandet, att ingen annan utlänning så djupt inträngt i franska samhällsförhållanden under 1700-talet.
Under de många resor han i politiska ärenden företog på kors och tvärs i Europa fick han hjälp med korrespondensen av Denis Diderot och andra personer. Grimm har genom denna verksamhet inflytelserikt bidragit till att sprida franska litteraturen i Europa. 1774 överlämnade han korrespondensen till schweizaren Jacob Heinrich Meister. Utom denna litterära verksamhet var han även ett slags politisk agent och hemlig politisk medlare för åtskilliga hov. Särskilt stod han i förbindelse med Katarina II, som han 1773 och 1776 besökte i Ryssland, och av vilken han överhopades med titlar och pensioner.
Grimm, som 1775 blev minister i Paris för hovet i Gotha och 1777 upphöjdes i friherrligt stånd av kejsar Josef II, spelade en viktig roll i Paris sällskapsliv. Sista tredjedelen av hans liv blev olycklig, trots dessa rika nådevedermälen, för vilka den fåfänge mannen var mycket svag. Han överlevde Madame d’Epinay, vid vilken han var djupt fäst, liksom den oskiljaktige vännen Diderot. Hans förmögenhet bortsopades i revolutionens stormar, då han 1792 flydde från Paris. Katarina gjorde honom emellertid 1795 till sitt sändebud i Hamburg, men sjukdom och förlusten av sitt ena öga tvingade honom att dra sig tillbaka. Sina sista år levde han ensam och övergiven i Gotha.
Hans korrespondens, som utgör en viktig källa för senare delen av 1700-talets kulturhistoria, utgavs först 1812-14 under titeln La correspondance littéraire, philosophique et critique.

## Eftermäle
Asteroiden 6912 Grimm är uppkallad efter von Grimm.